# Julien Boutter
Julien Marc Boutter (nacido el 5 de abril de 1974 en Boulay-Moselle, Francia) es un exjugador profesional de tenis francés. 
En su carrera ha ganado un título de individuales (2003 en Casablanca) y alcanzó la final del Campeonato de Milán realizado en el año 2001, pero perdió la final contra el suizo Roger Federer.
También tuvo una destacada actuación en dobles, logrando 4 títulos de ATP en la modalidad y alcanzando las semifinales del Abierto de Australia en 2002, junto a Arnaud Clément.

## Títulos (5; 1+4)

### Individuales (1)
| Leyenda                |
| Grand Slam (0)         |
| Tennis Masters Cup (0) |
| ATP Masters Series (0) |
| ATP Tour (1)           |

| N.º | Fecha               | Torneo     | Superficie    | Oponente en la final | Resultado   |
| --- | ------------------- | ---------- | ------------- | -------------------- | ----------- |
| 1.  | 13 de abril de 2003 | Casablanca | Tierra batida | Younes El Aynaoui    | 6-2 2-6 6-1 |

### Finalista en individuales (1)
- 2001: Milán (pierde ante Roger Federer)

### Dobles (4)
| Leyenda                |
| Grand Slam (0)         |
| Tennis Masters Cup (0) |
| ATP Masters Series (0) |
| ATP Tour (4)           |

| N.º | Fecha | Torneo   | Superficie | Pareja            | Oponentes en la final        | Resultado          |
| --- | ----- | -------- | ---------- | ----------------- | ---------------------------- | ------------------ |
| 1.  | 2000  | Chennai  | Dura       | Christophe Rochus | Saurav Panja Srinath Prahlad | 7-5 6-1            |
| 2.  | 2000  | Toulouse | Dura       | Fabrice Santoro   | Donald Johnson Piet Norval   | 7-6(10) 4-6 7-6(5) |
| 3.  | 2001  | Marsella | Dura       | Fabrice Santoro   | Michael Hill Jeff Tarango    | 7-6(7) 7-5         |
| 4.  | 2001  | Taskent  | Dura       | Dominik Hrbaty    | Marius Barnard Jim Thomas    | 6-4 3-6 13-11      |

### Finalista en dobles (2)
- 2002: Milán (con Max Mirnyi)
- 2002: Marsella (con Max Mirnyi)

## Finales en Challengers y Futures

### Individuales: 7 (3–4)
| Leyenda (Individuales) |
| Challengers (3–2)      |
| Futures (0–2)          |

| Resultado | N.º | Fecha                   | Torneo              | Superficie    | Oponente en la final | Marcador en la final |
| Finalista | 1.  | 9 de febrero de 1998    | Bergheim, Austria   | Carpeta       | Ivaylo Traykov       | 3–6, 2–6             |
| Finalista | 2.  | 27 de abril de 1998     | Esslingen, Alemania | Tierra batida | Jordi Mas-Rodríguez  | 2–6, 2–6             |
| Finalista | 3.  | 28 de diciembre de 1998 | Bombay, India       | Dura          | Antony Dupuis        | 5–7, 6–7             |
| Ganador   | 1.  | 1 de marzo de 1999      | Grenoble, Francia   | Dura          | Antony Dupuis        | 6–2, 4–6, 6–4        |
| Finalista | 4.  | 14 de junio de 1999     | Zagreb, Croacia     | Tierra batida | Andrea Gaudenzia     | 6–2, 4–6, 6–4        |
| Ganador   | 2.  | 28 de febrero de 2000   | Cherburgo, Francia  | Dura          | Mijaíl Yuzhny        | 6–1, 6–0             |
| Ganador   | 3.  | 6 de marzo de 2000      | Besanzón, Francia   | Dura          | Julian Knowle        | 6–4, 7–64            |

### Dobles: 5 (2–3)
| Leyendad          |
| Challengers (2–1) |
| Futures (0–2)     |

| Resultado | N.º | Fecha                 | Torneo              | Superficie    | Pareja              | Oponentes en la final                   | Marcador en la final |
| Finalista | 1.  | 21 de julio de 1997   | Ostend, Bélgica     | Tierra batida | Tarik Benhabiles    | Kris Goossens Tom Vanhoudt              | 6–3, 4–6, 0–6        |
| Finalista | 2.  | 9 de febrero de 1998  | Bergheim, Austria   | Carpeta       | Jean-Michel Pequery | Markus Menzler Markus Wislsperger       | 6–4, 1–6, 0–6        |
| Finalista | 3.  | 27 de abril de 1998   | Esslingen, Alemania | Tierra batida | Jean-René Lisnard   | Federico Browne Martín García           | 6–7, 2–6             |
| Ganador   | 1.  | 28 de febrero de 2000 | Cherburgo, Francia  | Dura          | Michaël Llodra      | Julien Benneteau Nicolas Mahut          | 2–6, 6–4, 7–5        |
| Winner    | 2.  | 6 de marzo de 2000    | Besanzón, Francia   | Dura          | Michaël Llodra      | Stefano Pescosolido Vincenzo Santopadre | 6–4, 66–7, 7–65      |

- Datos: Q937634
- Multimedia: Julien Boutter / Q937634